# صلابة بنيوية

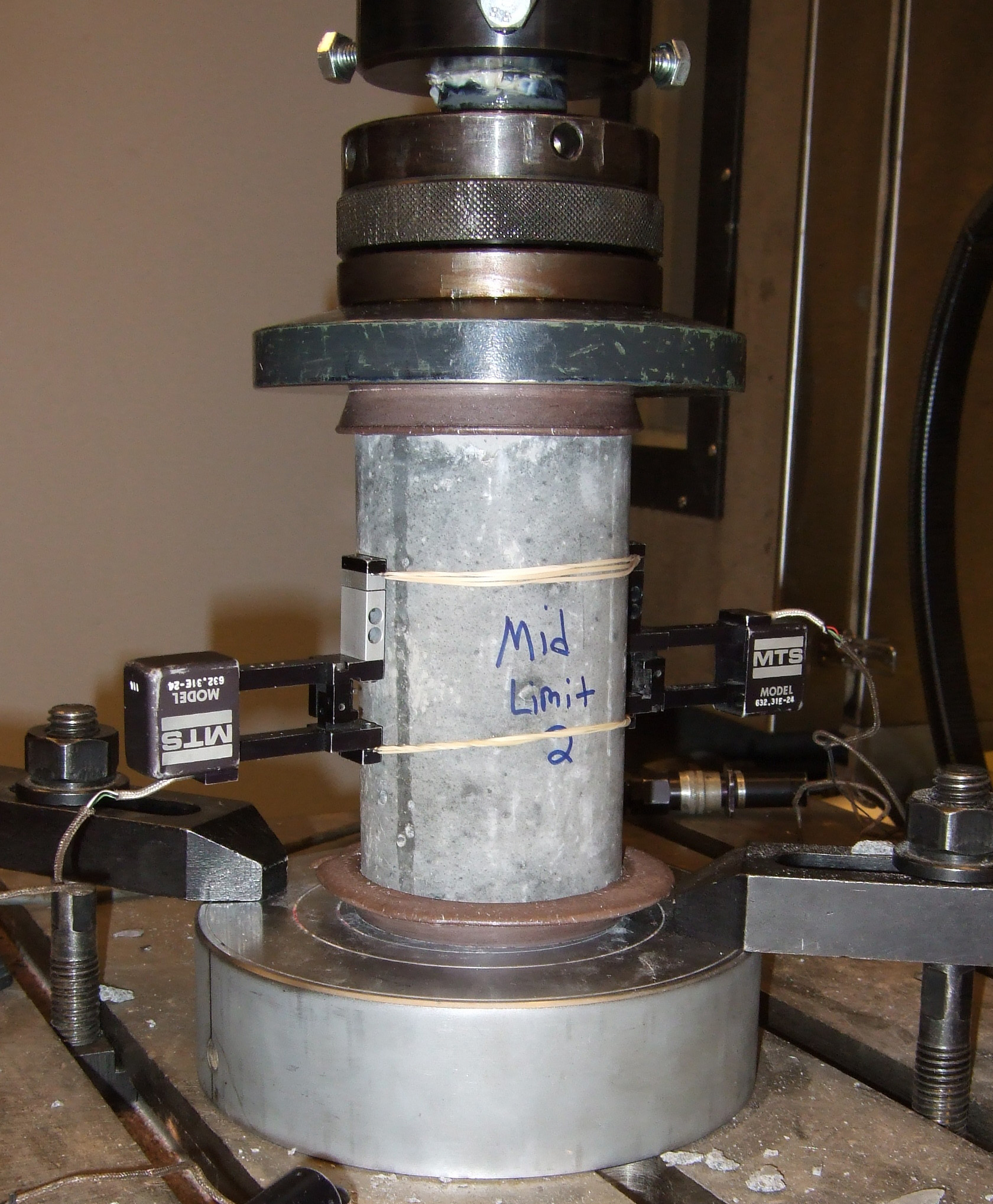

الصلابة البنيوية هي مقدرة بنية مادة ما على تحمل الأحمال الميكانيكية والعوامل الفيزيائية الخارجية مثل الحرائق أو الانفجارات أو تبعات أي خطأ بشري من غير الوصول إلى درجة لا يمكن بعدها استخدام الشيء للغرض المخصص له. إن الصلابة البنيوية للإنشاءات المشيدة تقتضي أن تكون هناك ضوابط محسوبة تمنع حدوث انهيار لذلك التصميم، مع اعتبار احتمالية وقوع الحوادث.

## اعتبارات تصميمية
ينبغي عند التصميم اعتبار الضوابط التالية لضمان الصلابة البنيوية:
- اعتبار وقوع أحمال إضافية نتيجة الكوارث/الحوادث ضمن الحسابات الإنشائية
- التقليل من احتمالية وقوع أحمال إضافية تؤدي إلى الكوارث/الانهيار
- منع امتداد أخطاء أولية محتملة والحد من انتشارها